# Jakub Šural
Jakub Šural (Brno, 1º luglio 1996) è un calciatore ceco, difensore dello Zbrojovka Brno.

## Biografia
È fratello minore di Josef Šural, calciatore della nazionale ceca morto in un incidente stradale ad Alanya nel 2019.

## Caratteristiche tecniche
È un terzino destro.

## Carriera
Cresciuto nel settore giovanile del Zbrojovka Brno, nel gennaio 2015 viene ceduto in prestito al Baník Most con cui gioca 11 incontri nella seconda divisione del Paese. Terminata la stagione viene confermato in prima squadra ed il 15 ottobre debutta in 1. liga giocando l'incontro vinto 1-0 contro il Viktoria Plzeň.

## Statistiche
Statistiche aggiornate al 25 dicembre 2020.

### Presenze e reti nei club
| Stagione        | Squadra         | Campionato      | Campionato | Campionato | Coppe nazionali | Coppe nazionali | Coppe nazionali | Coppe continentali | Coppe continentali | Coppe continentali | Altre coppe | Altre coppe | Altre coppe | Totale | Totale | Totale |
| Stagione        | Squadra         | Comp            | Pres       | Reti       | Comp            | Pres            | Reti            | Comp               | Pres               | Reti               | Comp        | Pres        | Reti        | Pres   | Reti   |        |
| --------------- | --------------- | --------------- | ---------- | ---------- | --------------- | --------------- | --------------- | ------------------ | ------------------ | ------------------ | ----------- | ----------- | ----------- | ------ | ------ | ------ |
| gen.-giu. 2015  | Baník Most      | 2L              | 11         | 0          | CRC             | 0               | 0               |                    | -                  | -                  |             | -           | -           | 11     | 0      |        |
| 2015-2016       | Zbrojovka Brno  | 1L              | 3          | 0          | CRC             | 1               | 0               |                    | -                  | -                  |             | -           | -           | 4      | 0      |        |
| 2016-2017       | Zbrojovka Brno  | 1L              | 25         | 0          | CRC             | 2               | 0               |                    | -                  | -                  |             | -           | -           | 27     | 0      |        |
| 2017-2018       | Zbrojovka Brno  | 1L              | 5          | 0          | CRC             | 0               | 0               |                    | -                  | -                  |             | -           | -           | 5      | 0      |        |
| 2018-2019       | Zbrojovka Brno  | 2L              | 16+2       | 1+0        | CRC             | 0               | 0               |                    | -                  | -                  |             | -           | -           | 18     | 1      |        |
| 2019-2020       | Zbrojovka Brno  | 2L              | 19         | 4          | CRC             | 1               | 0               |                    | -                  | -                  |             | -           | -           | 20     | 4      |        |
| 2020-2021       | Zbrojovka Brno  | 1L              | 10         | 1          | CRC             | 1               | 0               |                    | -                  | -                  |             | -           | -           | 11     | 1      |        |
| Totale carriera | Totale carriera | Totale carriera | 91         | 6          |                 | 5               | 0               |                    | -                  | -                  |             | -           | -           | 96     | 6      |        |